# Vagrans propinqua
Vagrans propinqua är en fjärilsart som beskrevs av William Henry Miskin 1884. Vagrans propinqua ingår i släktet Vagrans och familjen praktfjärilar. Inga underarter finns listade i Catalogue of Life.